# Belfort
Belfort (németül: Beffert vagy Beffort régiesen) város Franciaország keleti részén, Burgundia-Franche-Comté régióban, Territoire de Belfort megye székhelye. Lakosainak száma 45 646 fő (2022. január 1.). Belfort Bavilliers, Cravanche, Danjoutin, Denney, Essert, Évette-Salbert, Offemont, Pérouse és Valdoie községekkel határos.
Jelentős ipari központ, a Jura hegyvonulatának északi pereménél fekszik, ott, ahol viszonylag keskeny átjáró nyílik a Vogézek és a Jura között nyugatra, a Saône völgye és a termékeny Burgundia felé.

## Története
Már a XIII. században vár állott a város közepén magasodó sziklás tetőn, de igazi erődrendszerré csak akkor építették ki, amikor az addig német-római császárok uralma alatt álló városka a vesztfáliai béke következtében 1648-ban tartósan francia birtokba került. XIV. Lajos adott parancsot Vaubannak, hogy bevehetetlen erődöt építsen a stratégiailag fontos helyen. Vauban a nagyjából ötszög alakú belső várat további bástyákkal csillag alakúvá alakította át, és közelében több kisebb erődöt is emelt. Belfort erődítése sikerrel állt ellen a porosz hadaknak 1814-ben és 1815-ben, de igazi hírnevét az 1870-es háborúban szerezte. Denfert-Rochereau ezredes parancsnoksága alatt alig 16 000 fő védte a várost, ahol a porosz sereg 40 000 fővel akart áttörni. A város 103 napon át állta az ostromot, noha naponta 5000 nehézlövedéket lőttek ki rá. A háború már régen véget ért, megkötötték a Franciaországot megalázó fegyverszünetet, de Denfert-Rochereau nem adta fel várát, csak akkor, amikor Thiers ideiglenes kormánya utasította erre. Ellenállása eredményeképpen a terület önálló státuszt kapott, valamint Bismack döntése okán Elzász-Lotaringiával ellentétben nem került német birtokba. A Territoire de Belfort ma is önálló megye.

## Demográfia
| Lakosok száma | 49 519 | 49 926 | 47 656 | 46 954 | 46 443 | 45 458 | 45 155 | 45 646 |
|               | 2015   | 2016   | 2017   | 2018   | 2019   | 2020   | 2021   | 2022   |

## Látnivalók
- Le Lion – röviddel az 1870-es harcok befejeztével, a kor neves szobrászművésze, Bartholdi készített emlékművet a várhegy sziklás oldalába, a hatalmas oroszlán éppen felágaskodni készül. A kövekből összerótt figura teste 22 méter hosszú, felemelt feje 11 méterre van az alapoktól, a felirat rajta csupán ennyi: Belfort védőinek. A városban további két emlékművet állítottak a védők tiszteletére: az egyik Mercié alkotása, a másikat ugyancsak  Bartholdi tervezte, ez a három nagy ostrom várparancsnokainak szobrából és a Franciaországot megszemélyesítő alakból áll.
- Chateau – a hegytetőn álló vár viszonylag épen maradt meg. Védművei korábban lenyúltak a Savoureuse folyó védelmi célból megváltoztatott medréig. Több falon át juthatunk el a legbelső várudvarba. Az itt álló kastély ma helytörténeti, képzőművészeti és katonai múzeum. A várfal egyetlen, épségben megmaradt kapuja a Porte de Brisach.
- Városháza – XVIII. századi.
- Cathédrale St-Cristophe

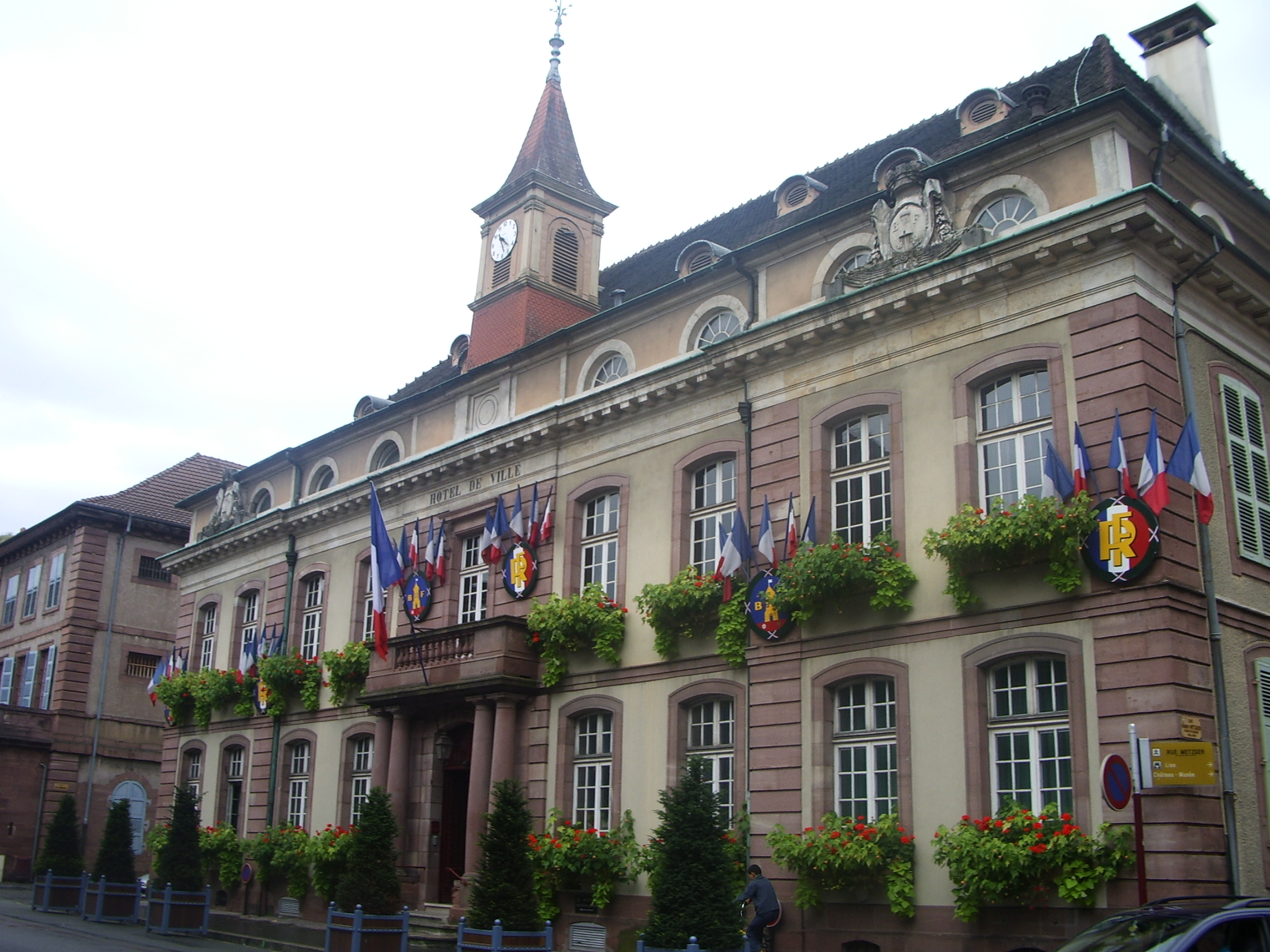
Városháza
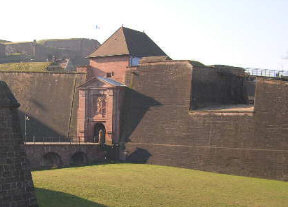
Chateau, Porte de Brisach

## Testvérvárosok
- - Delémont
- - Leonberg
- - Castel San Pietro Terme
- - Újbelgrád
- - Skikda
- - Stafford
- - Zaporizzsja
- - Mohammédia